# Megan Lai
Megan Lai (en mandarín: 赖雅 妍; 4 de diciembre de 1979) es una actriz, cantante y modelo taiwanesa, conocida por sus personajes en las series, Miss Rose, Meteor Garden II y Mars.

## Series de televisión
- Bromance  (SETTV - TTV, 2015-2016)
- High Heels and a Scalpel (PTS, 2014)
- Two Fathers (SETTV, 2013)
- Miss Rose (TTV, 2012)
- Next Heroes (Next TV, 2011)
- The Invaluable Treasure 1949 (PTS, 2011)
- Fan Tuan Zhi Jia (TTV, 2010)
- Because Of You (CTS, 2010)
- Story of Time (CTV, 2008)
- Wish to See You Again (CTS, 2008, ep05)
- Sweet Relationship (CTS, 2007)
- White Robe of Love (CTS, 2006)
- Silence (CTV, 2006)
- Ai Si Xi Ya De Meng Zhong Meng (ETTV, 2005)
- Starry Night (CTS, 2005)
- Mars (CTS, 2004)
- Love Storm (CTS, 2003)
- Meteor Garden II (CTS, 2002)
- Hi! Working Girl (CTV, 2001)

## Películas
- You Are the Apple of My Eye (2011)
- Love (2009)
- Chocolate Rap (2006)
- How's Life (2004)